# Bringing Back The Balls To Stockholm - The Opening Night
Bringing Back The Balls To Stockholm is de tweede dvd die Lordi heeft uitgebracht. De dvd bevat het eerste concert van The Bringingback The Balls To Europe tour. Het concert vond plaats in Stockholm, Zweden, op 16 september 2006. De dvd duurt circa 59 minuten.

## Tracklist
1. Bringing Back the Balls to Rock
2. Get Heavy
3. Who's Your Daddy?
4. Not the Nicest Guy
5. Pet the Destroyer
6. Rock the Hell Outta You
7. Blood Red Sandman
8. The Kids Who Wanna Play With the Dead
9. It Snows In Hell
10. Dynamite Tonight
11. Devil Is A Loser
12. They Only Come Out At Night
13. Would You Love A Monsterman?
14. Hard Rock Hallelujah